# The Very Best of East Seventeen
A The Very Best Of East Seventeen című album, az East 17 nevű angol fiúegyüttes gyűjteményes sláger albuma 2005. január 31-én jelent meg a WEA kiadónál. Az album a Walthamstow, a Steam, valamint a Resurrection, és az első best of lemez, az Around the World Hit Singles: The Journey So Far albumok legnagyobb slágereit tartalmazza.

## Megjelenések
1. "House of Love" aWalthamstow című albumról.
2. "Deep"  aWalthamstow című albumról.
3. "It's Alright" aWalthamstow című albumról.
4. "Stay Another Day" a Steam című albumról.
5. "Steam a Steam című albumról.
6. "Let It Rain" a Steam című albumról.
7. "Slow It Down" aWalthamstow című albumról.
8. "If You Ever" (featuring Gabrielle)  azAround the World Hit Singles: The Journey So Far című albumról.
9. "West End Girls" aWalthamstow című albumról.
10. "Around The World" a Steam című albumról.
11. "Thunder"  az Up All Night című albumról.
12. "Gold aWalthamstow című albumról.
13. "Do U Still?  az Up All Night című albumról.
14. "Someone To Love" az Up All Night című albumról.
15. "Hey Child" azAround the World Hit Singles: The Journey So Far című albumról.
16. "Hold My Body Tight" a Steam című albumról.
17. "Each Time" a  Resurrection című albumról.
18. "Betcha Can’t Wait"  a  Resurrection című albumról.